# Lychen
Lychen – miasto w Niemczech w północnej części kraju związkowego Brandenburgia, w powiecie Uckermark. Jedno z mniejszych miast powiatu.

## Toponimia
Nazwa pochodzenia słowiańskiego, połabskie *Lichyn' (por. pol. Licheń) pochodzi od rdzenia *lich- „biedny, ubogi” i odnosiła się do ubogich w ryby pobliskich jezior.

## Geografia

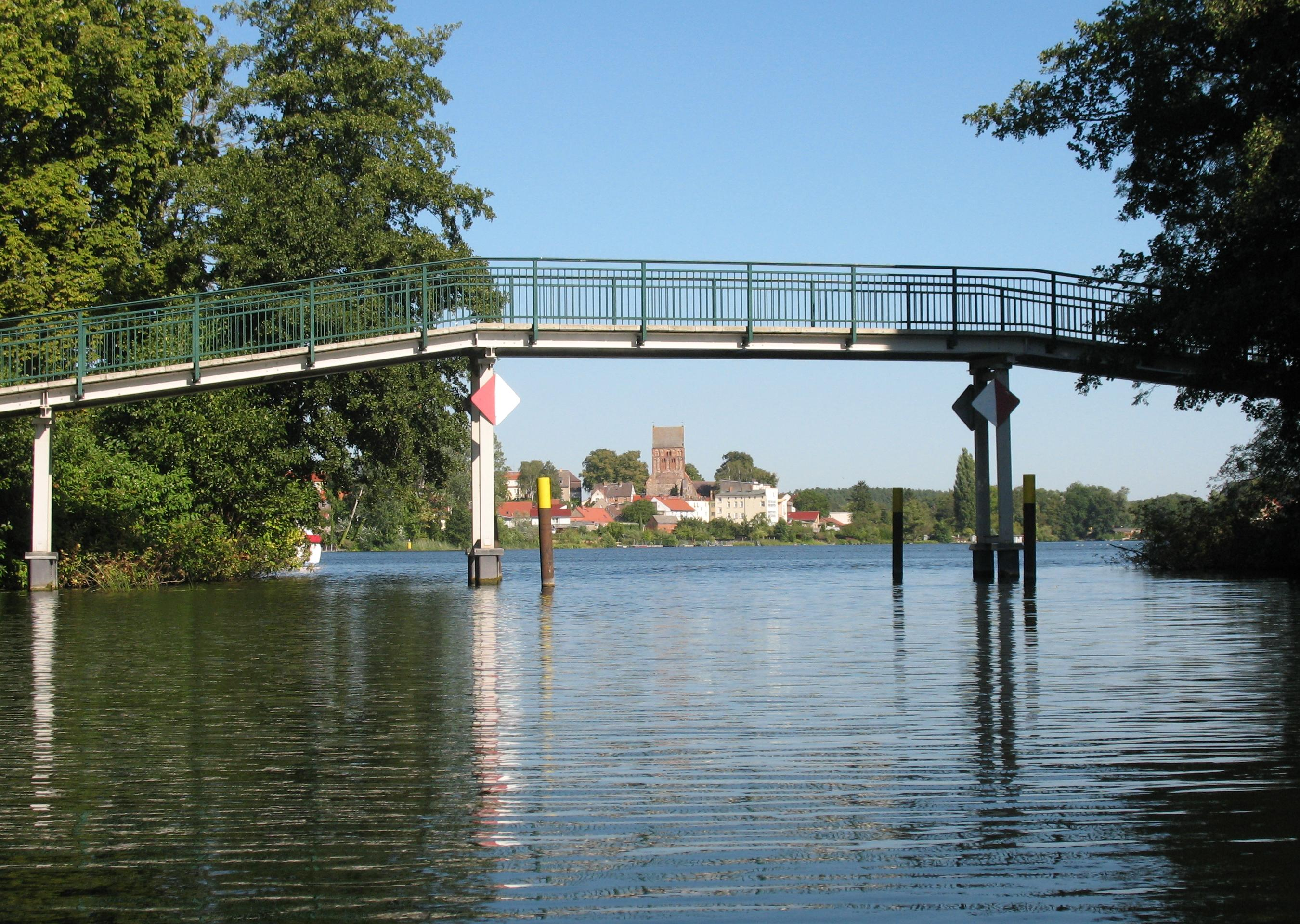
jezioro Stadtsee

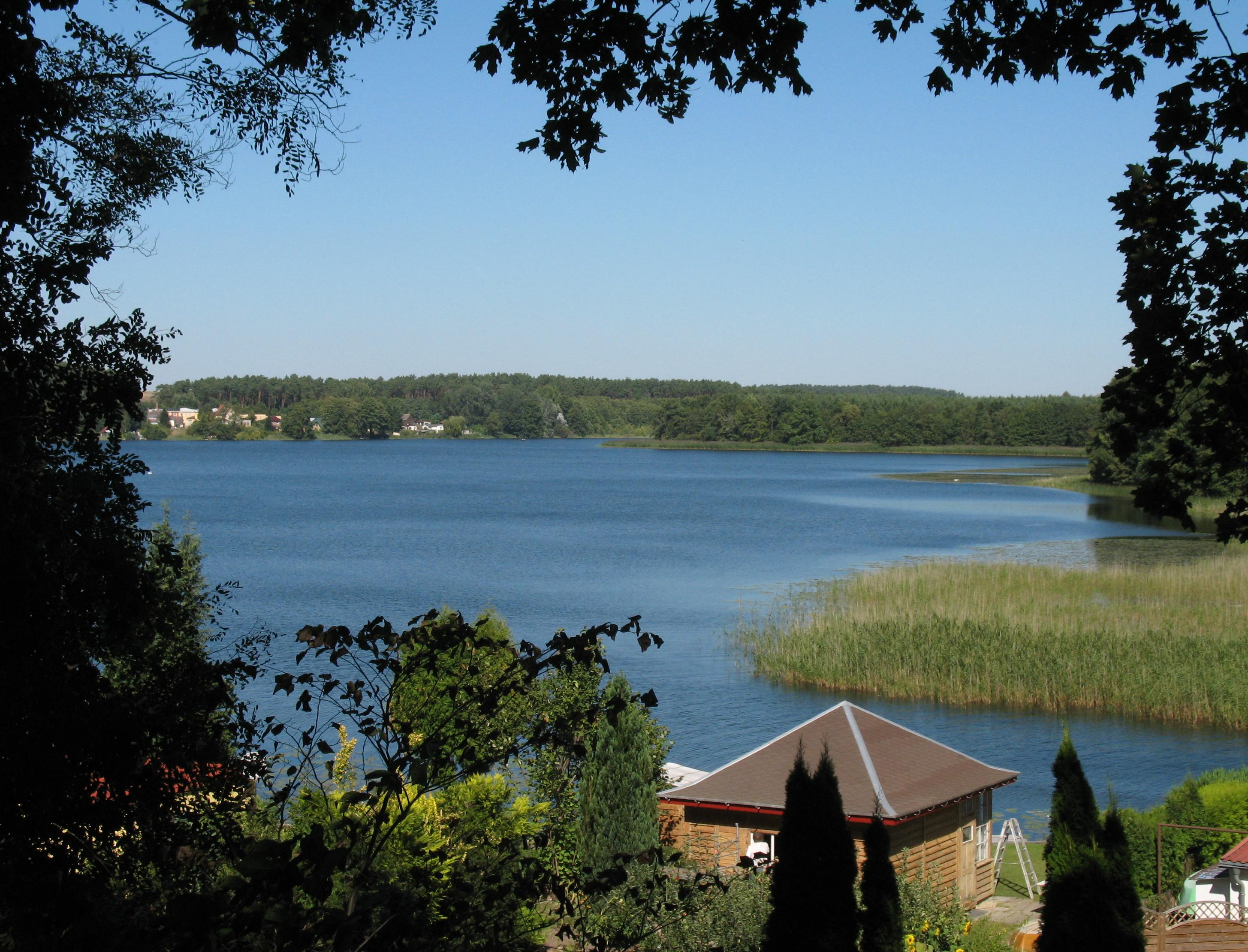
jezioro Oberpfuhl

Lychen leży nad jeziorami: Wurlsee, Großer Lychensee, Stadtsee, Nesselpfuhl, Oberpfuhl, Zenssee i Platkowsee. Na północy obszar Lychen graniczy z powiatem Mecklenburgische Seenplatte a na zachodzie z powiatem Oberhavel.

## Podział administracyjny
W skład Lychen wchodzą następujące dzielnice:
- Beenz
- Retzow
- Rutenberg
- Tangersdorf

## Współpraca
Miejscowości partnerskie:
- Czaplinek, Polska
- Hopsten, Nadrenia Północna-Westfalia